# Arbetståg

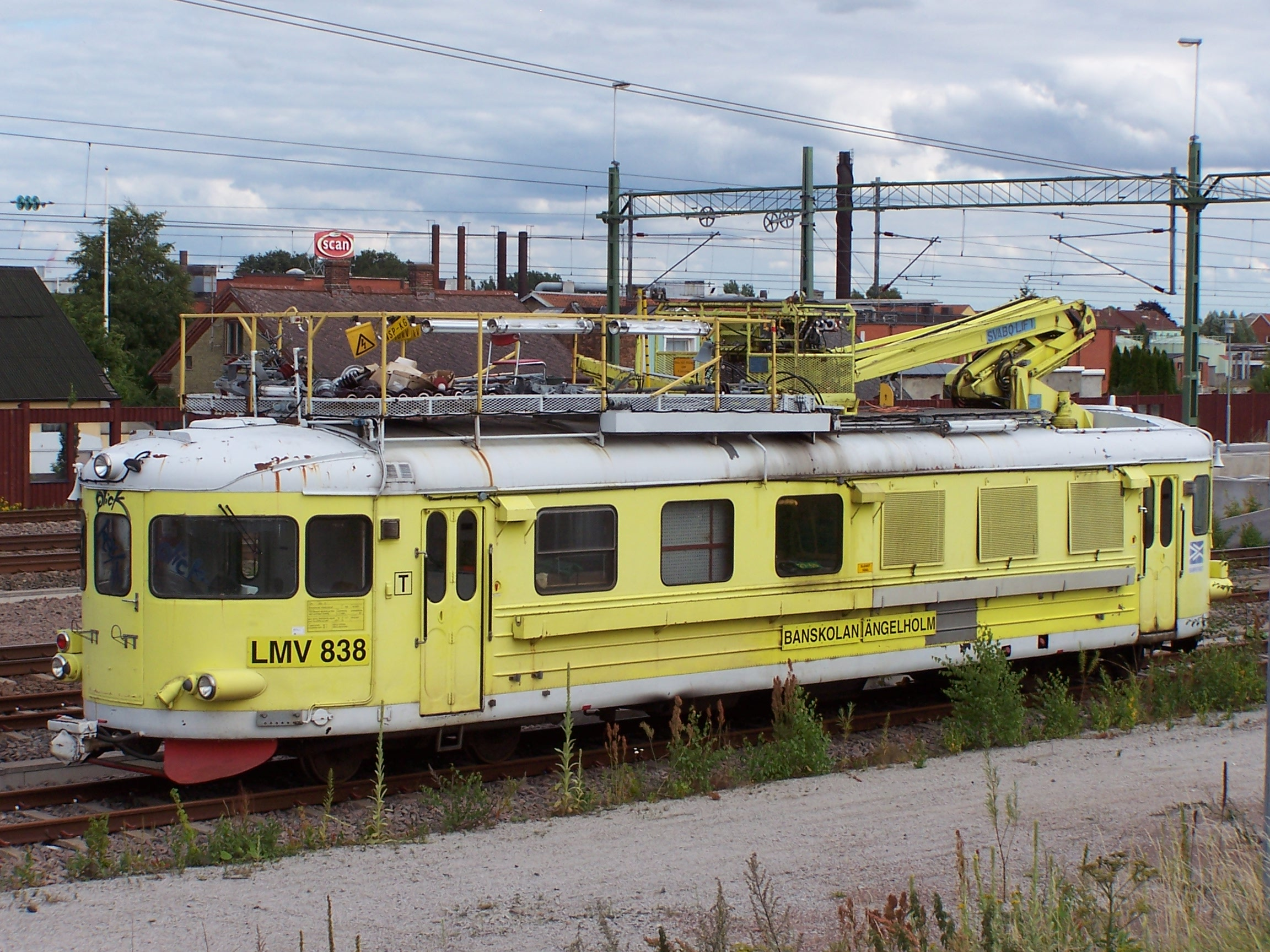
Servicefordonet LMV 838. Bilden är tagen 2005 strax norr om Kävlinge station i Skåne.

Arbetståg avser järnvägsfordon som är avsedda för användning vid byggande eller underhåll av järnvägsspår. Arbetståg kan bestå av allt från en spårbunden maskin till ett lok som drar många vagnar. Olika typer av arbetståg har olika uppgifter, till exempel att transportera räler, slipers, ballast eller mätutrustning och annat som behövs för att bygga och underhålla järnvägsspår. Arbetståg transporterar däremot inte resenärer eller gods.

## Historik
Att bygga järnväg innebär att förflytta stora schaktmassor, för att skapa ett plant och fast underlag för spåren. I järnvägens barndom skedde detta för hand av rallare. Förflyttningen skedde med hjälp av lätta, flyttbara spår med små vagnar som sköts för hand eller drogs av häst. Senare började även ångdrivna, spårburna grävmaskiner med linmanövrerade skopor att användas för schaktarbetet. Rallarna byggde banorna med en så kallad "frontmetod", som innebar att spåret gjordes klart direkt och kunde användas för att frakta material. De vanligaste materielen var grus, träslipers och (klena) skarvräler. Materialet kunde även vara huggen sten eller stålbalkar för mindre broar. Dessa tåg var de första arbetstågen. De var ensamma på spåret, kunde skjuta vagnar framför sig och inga signaler behövdes.
För underhållet av järnvägarna ansvarade banvakterna. De bodde i banvaktsstugor utmed banan och svarade för cirka en mil bana.[källa behövs] Underhållet bestod mest av att dagligen besikta spåret, rensa det från ogräs och ibland byta ut träslipers. För detta använde banvakten en dressin som trampades och kunde lyftas av spåret när ett tåg väntades. Ibland togs även en tralla på släp för material. Dressinerna och trallorna var även de att likna med arbetståg även om de definitionsmässigt inte utgjorde riktiga tåg. 
Under senare delen av 1900-talet förändrades sättet att bygga banor. Man började att använda dieseldrivna grävmaskiner och lastbilar, senare dumpers. "Frontmetoden" övergavs och istället jobbade man parallellt längs hela banans sträckning med att färdigställa banan till cirka 80 centimeter under rälsöverkant. Markentreprenören röjer först bort all vegetation med skogsavverkningsmaskiner, bygger sedan broar och spränger ur skärningar och eventuella tunnlar. I vissa fall utplaceras halvmobila stenkrossar för att på plats krossa sprängsten till ballast för spåren. Banvallarnas underbyggnad byggs och fundament för kontaktledningsstolparna ställs på plats. Signaler, tavlor och spårledningar monteras därefter. Därefter monteras kontaktledning och anslutande kraftledningar med hjälp av lastbilar med hydraulisk arbetsplattform. 
Spårbygget kan gå till på flera sätt. I Sverige drar traktorer fram 400 meters räler, ett decimetertjockt ballastlager läggs ut, slipers läggs ovanpå och rälerna lyfts på plats och spänns fast. Därefter lyfts spåret i etapper, samtidigt som ballasten komprimeras väl under rälsen. Även ballasten vid slipersändarna samt mellan slipers komprimeras väl. Till slut plogas och sopas spåret så att ballastprofilen blir korrekt. Sist svetsas skarvarna ihop, antingen manuellt (termitsvetsning) eller med elsvets (spårburna maskiner med strömstyrka på flera tusen ampere). 
En alternativ metod till spårbygge på plats är med hjälp av färdiga spårspann (cirka 40 meter långa) med fastmonterade räler på slipers, som lyfts på plats. Metoden används även vid spårbygge i gruvor. 
Arbetstågen endast används numera främst för att frakta slipers, ballast och räler. Det alltmer komplicerade säkerhetssystemet krävde att speciella arbetståg användes för att testa banan före godkännandet.
Under 1960-talet började tågens hastigheter att höjas till 200 km/h och till och med däröver i bland annat Västtyskland, Frankrike, Storbritannien och Japan. Samtidigt försökte operatörerna automatisera spårunderhållet. Det gjorde att alltfler specialbyggda arbetståg användes: Avancerade mätvagnar som mäter spårgeometrin, spårriktningsmaskiner, slipersspårbytesmaskiner, rälsbefästningsmaskiner, spårfräsar med mera. Dessa specialtåg är mycket dyra och det är numera vanligt att man hyr in sådana från utländska företag.

## Spårunderhåll
Nedan följer en översiktlig tabell över arbetsmetoder och vilken typ av maskiner som krävs för spårunderhåll vid olika typer av slitage på järnvägsspår. Metoderna avser skarvfria spår med makadamballast.
|         | rälsslitage kurvor | vågbildning räls | lyfta spår     | baxa spår (sidled) | rena ballast         | byta räler  | byta spår       |
| ------- | ------------------ | ---------------- | -------------- | ------------------ | -------------------- | ----------- | --------------- |
| Uppgift | hyvling/fräsning   | slipning         | spårriktmaskin | spårriktmaskin     | ballastreningsmaskin | rälsväxlare | spårbytesmaskin |

Många gånger kan betydligt större maskinella arbetsinsatser krävas. Ett vanligt problem är tjälskott, det vill säga frostaktivt material befinner sig inom frostdjupet. Vintertid riskerar då marken att lyfta sig vilket kräver hastighetsnedsättningar. Ett annat problem är lös undergrund vilket gör att spåret måste riktas ofta. Lösningen kan vara att ett spårbyteståg byter ballast samt lägger ner frostisolerande cellplastskivor. 
Ibland räcker inte ovan nämnda åtgärder eftersom marken ibland måste stabiliseras. Insatserna varierar men ofta krävs att spåret stängs för trafik under flera veckor. Åtgärderna kan då till exempel vara pålning och/eller utschaktning av frostaktivt/rörligt material för byte till stabilt, frostpassivt material (makadam).

## Typer av arbetståg

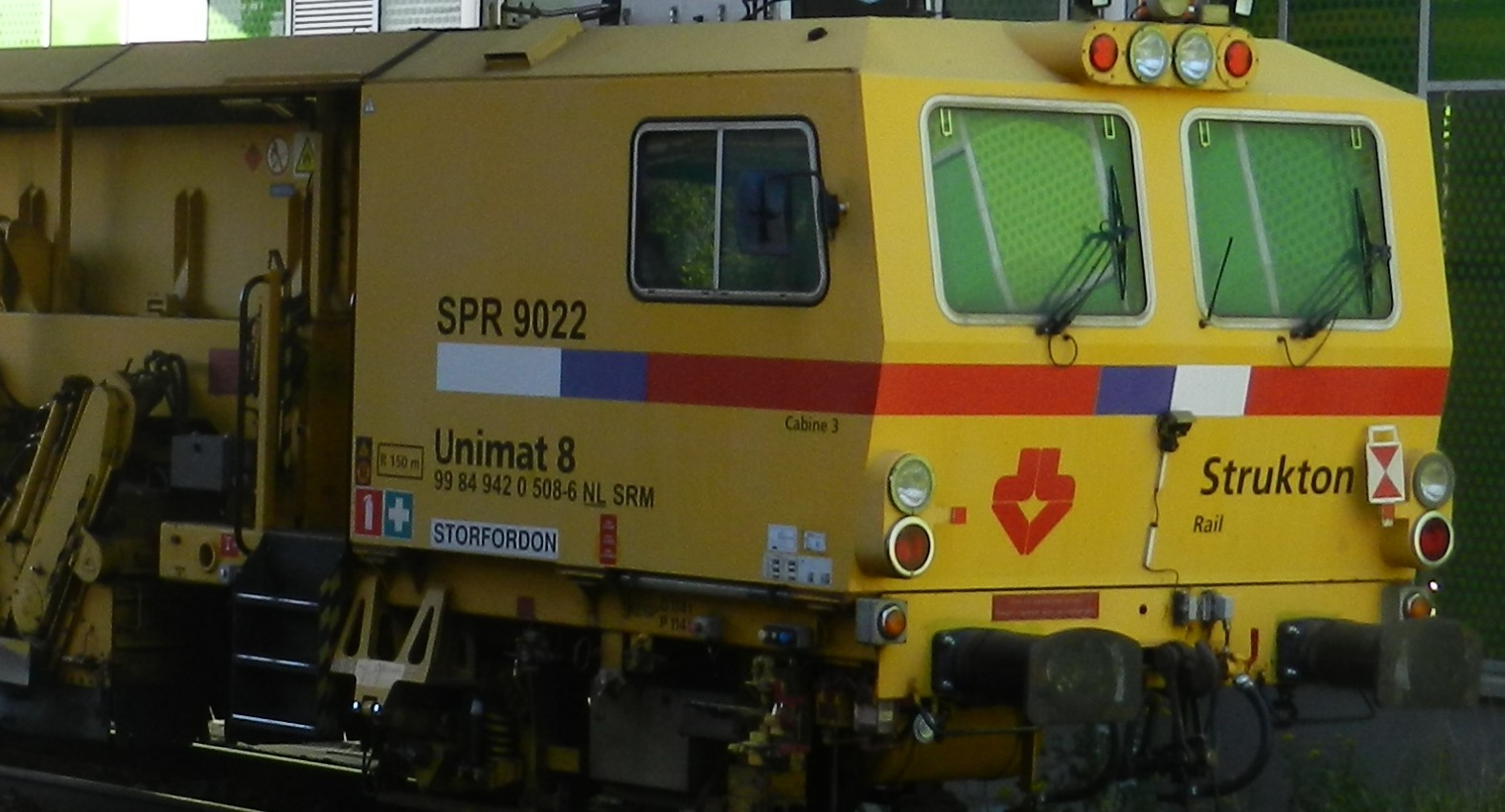
Ett arbetsfordon som är märkt storfordon för tydlighetens skull.

- Ballasttåg består av ett lok och speciella vagnar för ballastvagnar som tippar lasten kring sliprarna. Moderna vagnar brukar ha ett antal luckor i botten så att makadamen kan fyllas på mellan rälerna och/eller vid slipersändar. Tidigare var så kallade Qbd-vagnar vanliga men under 1980-talet lanserades Qbx- vagnar, som hade elektriska transportband för distribution av ballast.
- Ballastreningståg liknar utseendemässigt spårbyteståg men har endast i uppgift att rena den gamla ballasten (som successivt smulas sönder av trafiken). Flera stålhjul klämmer år runt rälshuvudet  och lyfter upp hela spåret flera meter. Under spåret rullar ett paternoster-verk som avlägsnar den gamla ballasten och för den via transportband till en sikt. Denna sikt separerar grov ballast (som återanvänds) och icke önskvärt material (sand, jord, växter, söndermald ballast och så vidare). Den grova ballasten läggs tillbaka i spåret. Sedan återstår samma moment som vid spårbyte.
- Spårbyteståg klarar att samtidigt (löpande-band-teknik) både fösa undan de gamla rälerna, plocka bort de gamla sliprarna, plana ut ballasten, lägga dit nya slipers och slutligen lägga tillbaka nya räler. För att mata bort gamla slipers samt mata fram nya slipers används speciella, rälsgående portalkranar längs spårbyteståget.
- Rälståg är ett godståg med flakvagnar för 360 meter långa räler. Varje flakvagn är utrustad med stativ så att flera lager räls kan lagras. Rälerna matas med lätthet ut då de ligger på rullar. Efter spårbytestågets insats återstår fastspänning med rälsbefästning, ballastering, spårriktning (i höjd- och sidled) samt ballastplogning och -sopning.
- Spårutläggningståg används endast vid nybyggnad av spår. Två metoder finns; spannbygge och "konventionellt" spårbygge där sliprar läggs ut och räls läggs på, allt med spårutläggningståget. Sedan återstår fastspänning med rälsbefästning, ballastering, spårriktning (i höjd- och sidled) samt ballastplogning och -sopning.
- Spårriktningsmaskin riktar spåret i  såväl höjd- som sidled. Spårriktmaskinen klämmer åt runt hälshuvudet med stålhjul och ställer in spårets läge exakt i höjd- och sidled. Sedan sätts vibrerande spadar ner i ballasten och komprimerar ballasten. Separata vibratorer komprimerar även området utanför slipersändar.
- Spårfräsningståg användes vid underhåll för att ta bort ojämnheter i rälsen. Se järnvägshjul.
- Kontaktledningståg är ofta ombyggda rälsbussar med en plattform på taket. På plattformen finns dels en manöverplats, så att tågen kan köras fram stegvis. Dels kranar och mätutrustning för att underlätta montering och besiktning.
- Mättåg har speciella mätvagnar för att mäta avvikelser i spårgeometrin och hjulens rörelser i flera riktningar. Hjulen har då accelerometrar och trådtöjningsgivare för datainsamlingen.

Transportstyrelsen använder begreppet spårfordon för alla vagnar som går på järnvägsspår. Spårfordonen indelas i sin tur i:
- Storfordon som med säkerhet kortsluter spårledningar.
- Småfordon som ej med säkerhet kortsluter spårledningar.

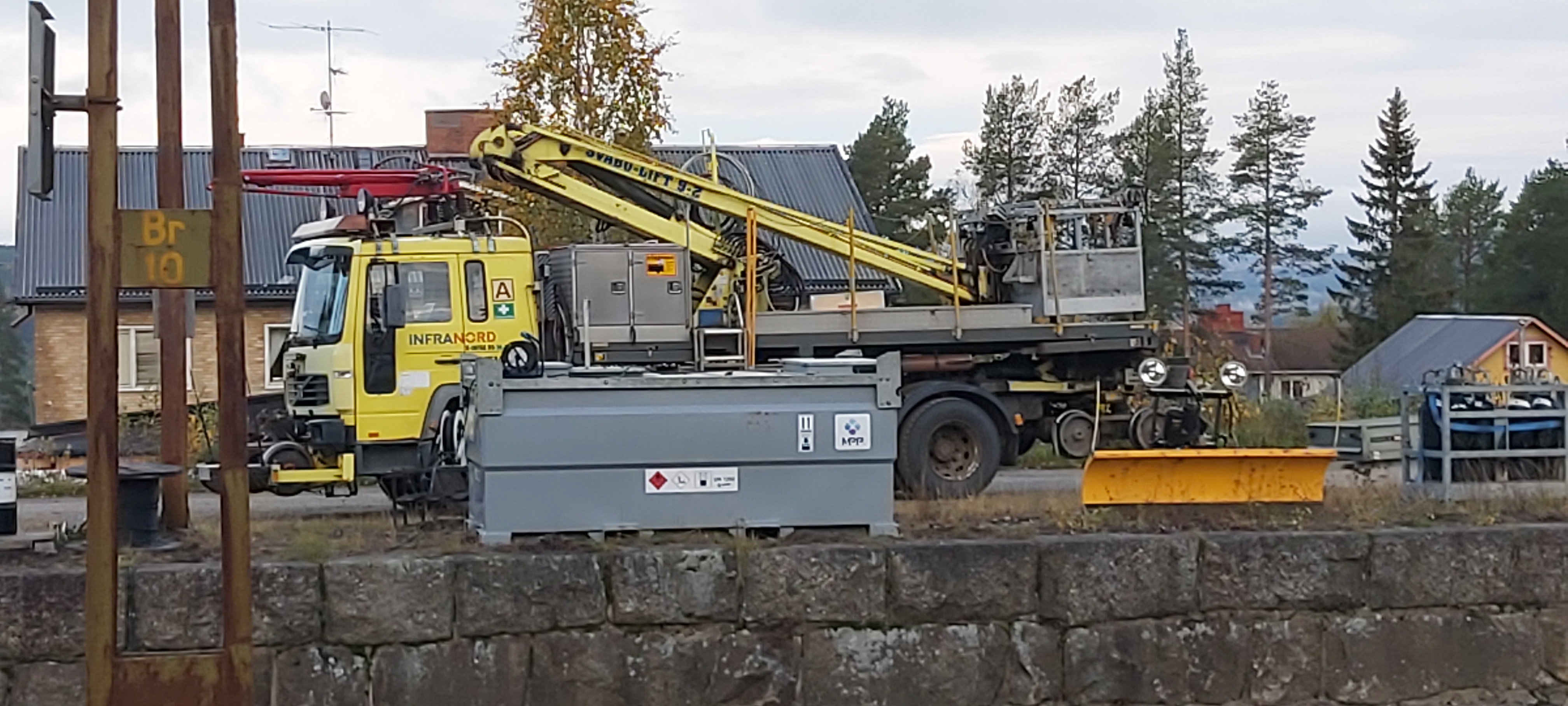
Spårgående lastbil med lyft och korg i Hällnäs.

Ovanstående arbetståg består av storfordon. Småfordon ingår normalt ej i arbetståg utan ses närmast som arbetsredskap som lyfts av och på spåren. Exempel är traktorer som försetts med extra hjulaxlar för spår och befästningsmaskiner som hanteras helt för hand.

## Tjänstetåg
Tjänstetåg var tidigare en svensk juridisk benämning på tåg som går tomma, utan passagerare eller gods. Banverkets föreskrift 900.3, som numera ersatts av Transportstyrelsens trafikföreskrifter för järnvägar, var det dokument som definierade tjänstetåg: "Följande tågslag används: resandetåg (rst), godståg (gt) och tjänstetåg (tjt). Tågslag anges i tdt, S5 eller S11. Tjänstetåg skiljer sig från godståg då de ej innehåller något gods. Och de skiljer sig från resandetåg då det ej finns resande i tjänstetåg. Tjänstetåg är oftast tågsätt som behöver flyttas från en station till en annan station. Det skiljer sig mycket lite på icke företagsspecifika regler tjänstetåg vs gods-, resande-tåg. Det som oftast skiljer sig inom företaget är bemanningen ombord på tåget, samt att resande ej får medfölja i varken gods-, eller tjänstetåg" (1§ pkt 37).

## Trafikregler för arbetståg i Sverige
Arbetståg kan köras tillsammans med andra tåg dels när det gäller längre transporter, till exempel med räls från stålverk till ny arbetsplats. Dels när det gäller mätningar, till exempel av spårgeometri. Arbetstågen är då normalt anpassade för de system som banorna har och är då försedda med utrustning för till exempel ATC eller ERTMS (se Transportstyrelsens trafikföreskrifter). För större projekt planeras tåglägen in i förväg.
Men arbetståg måste även kunna köras på banor som ej är helt färdigbyggda eller på avsnitt som helt avlysts från normaltrafik under reparationsarbeten. I dessa fall betraktas banavsnittet som system S, enligt transportstyrelsens trafikföreskrifter. System S används för banor som avlyses för alla utom ett visst tåg - spärrfärdssträckor. Det hanteras av endast en tågklarerare och motsvarar det som i det äldre säkerhetsordningen (SÄO) hette vagnuttagning. För banor med det nya säkerhetssystemet ERTMS motsvaras det av system E3, det vill säga banor som byggts enligt ERTMS nivå 3. Det gäller mindre linjer, som saknar både optiska signaler och spårledningar, men har baliser och GSM-R.
I de olika systemen kan arbetstågen avse antingen tågfärd eller spärrfärd:
- Tågfärd som är "trafikverksamhet för att framföra storfordon från en driftplats eller driftplatsdel till någon annan driftplats eller driftplatsdel". Det betyder körning av normala tåg för gods och passagerare och i vissa fall arbetståg.
- Spärrfärd som är "trafikverksamhet för rörelser med spårfordon i valfri riktning på en avspärrad bevakningssträcka". Vanligen tågrörelser för underhållstransporter till och från ett underhållsområde.